# Iscolau
Iscolau  o Iscoles (en llatí Ischolaus o Ischolas, en grec antic Ἰσχόλαος, Ἰσχόλας) fou un militar espartà del segle iv aC.
Quan els tebans van envair el Peloponès l'any 369 aC estava estacionat a la vila d'Ion o Èon, al districte de l'Escirítida, amb un cos de νεοδαμώδεις ("neodamódeis" ilotes lliures, declarats ciutadans) i uns 400 exiliats de Tegea. Si hagués ocupat el pas d'entrada a l'Escirítida hauria aconseguit rebutjar els arcadis (aliats tebans) segons diu Xenofont, però va optar per quedar-se a la vila on va ser rodejat i mort amb gairebé tots els seus homes. Diodor de Sicília, que l'elogia retòricament, el compara amb Leònides a les Termòpiles i diu que quan va veure el gran nombre d'arcadis i sense esperances de poder-los vèncer, va enviar als soldats més joves a Esparta perquè podien ser útils en les futures batalles, mentre ell, amb els més veterans va defensar la ciutat resistint fins a la mort. També en parla Plutarc. Possiblement és el mateix Iscolau que menciona Poliè.